# Каталог паперових грошей
Каталог паперових грошей або каталог банкнот (або каталог) — це каталог банкнот і предметів, що стосуються видатних зразків. Каталог є важливим інструментом колекціонування, оскільки він надає інформацію про статті, яку часто неможливо отримати з них безпосередньо, наприклад, кількість надрукованих банкнот.
У 1950-х роках Роберт Фрідберг опублікував «Паперові гроші Сполучених Штатів». Фрідберг розробив систему нумерації всіх типів банкнот США; система широко поширена серед колекціонерів і дилерів донині, і том регулярно оновлюється.
Ще одним піонером каталогізації банкнот був Альберт Пік, відомий німецький нотафіліст (народився 15 травня 1922 року в Кельні), який опублікував низку каталогів європейських паперових грошей, а в 1974 році — перший Стандартний каталог світових паперових грошей . Його колекція, що налічувала понад 180 000 банкнот, згодом була передана до Баварському іпотечному та обмінному банку (Bayerischen Hypotheken- und Wechselbank, нині HypoVereinsbank ). Цей каталог зазнав кількох перевтілень і наразі публікується у трьох томах. Том I під назвою «Спеціальні випуски» включає записки місцевих органів влади, які поширювалися на обмеженій території. Том II під назвою «Загальні питання» охоплює нотатки, видані в національному масштабі, датовані 1368-1960 роками. Том III охоплює сучасні питання від 1960 року до теперішнього часу. Кожен із томів регулярно оновлюється, причому Том III тепер оновлюється щороку, Томи I і II кожні три роки. У 1994–2015 роках редактором був Джордж С. Кухадж, а Пік помер у 2015 році, але каталоги все ще називають «каталогами вибору», а дилери та колекціонери називають банкноти за «номером вибору». Поточні випуски трьох томів включають:
- Стандартний каталог світових паперових грошей: спеціалізовані випуски (11-е видання, том 1), Джордж С. Кухай. М'яка обкладинка - 1246 стор. (16 листопада 2009 р.).
- Стандартний каталог світових паперових грошей: Загальні випуски до 1368-1960 рр. (14-те видання, том 2) Джордж С. Кухай. М'яка обкладинка - 1295 стор. (29 жовтня 2012).
- Стандартний каталог світових паперових грошей: сучасні проблеми, 1961–дотепер (21-е видання, том 3) Джордж С. Кухадж. М'яка обкладинка - 1159 стор. (квітень 2015).

## Дивись також
- Колекціонування паперових грошей
- Стандартний каталог світових паперових грошей